# Vodní nádrž Křimov
Křimov je přehradní nádrž na Křimovském potoku v Krušných horách na severozápadě Čech v okrese Chomutov. Je součástí vodohospodářské soustavy v oblasti severočeské hnědouhelné pánve.
Nachází se přibližně 1,2 km před ústím potoka. Byla postavená v letech 1953–1958 a slouží k zásobování severočeské pánve pitnou vodou a dílčí ochraně před povodněmi. Při stavbě se využívala také práce mladých řeholníků internovaných v rámci Akce K. Betonová tížní hráz je dlouhá 201 m, vysoká 46 m a vytváří nádrž o rozloze 10,4 ha a délce vzdutí 700 m. Pro získání většího množství pitné vody v nádrži je do Křimovského potoka pomocí čerpací stanice v Celné a 1 474 m dlouhého potrubí přečerpávána část vod Prunéřovského potoka.

## Hydrologické údaje
Vodní nádrž shromažďuje vodu z povodí o rozloze 10,5 km², ve kterém je dlouhodobý roční průměr srážek 800 milimetrů. Průměrný roční průtok je 0,12 m³/s.
| N             | 1   | 5   | 10   | 50   | 100  |
| ------------- | --- | --- | ---- | ---- | ---- |
| Průtok (m³/s) | 2,1 | 7,8 | 10,4 | 18,0 | 22,0 |

## Galerie

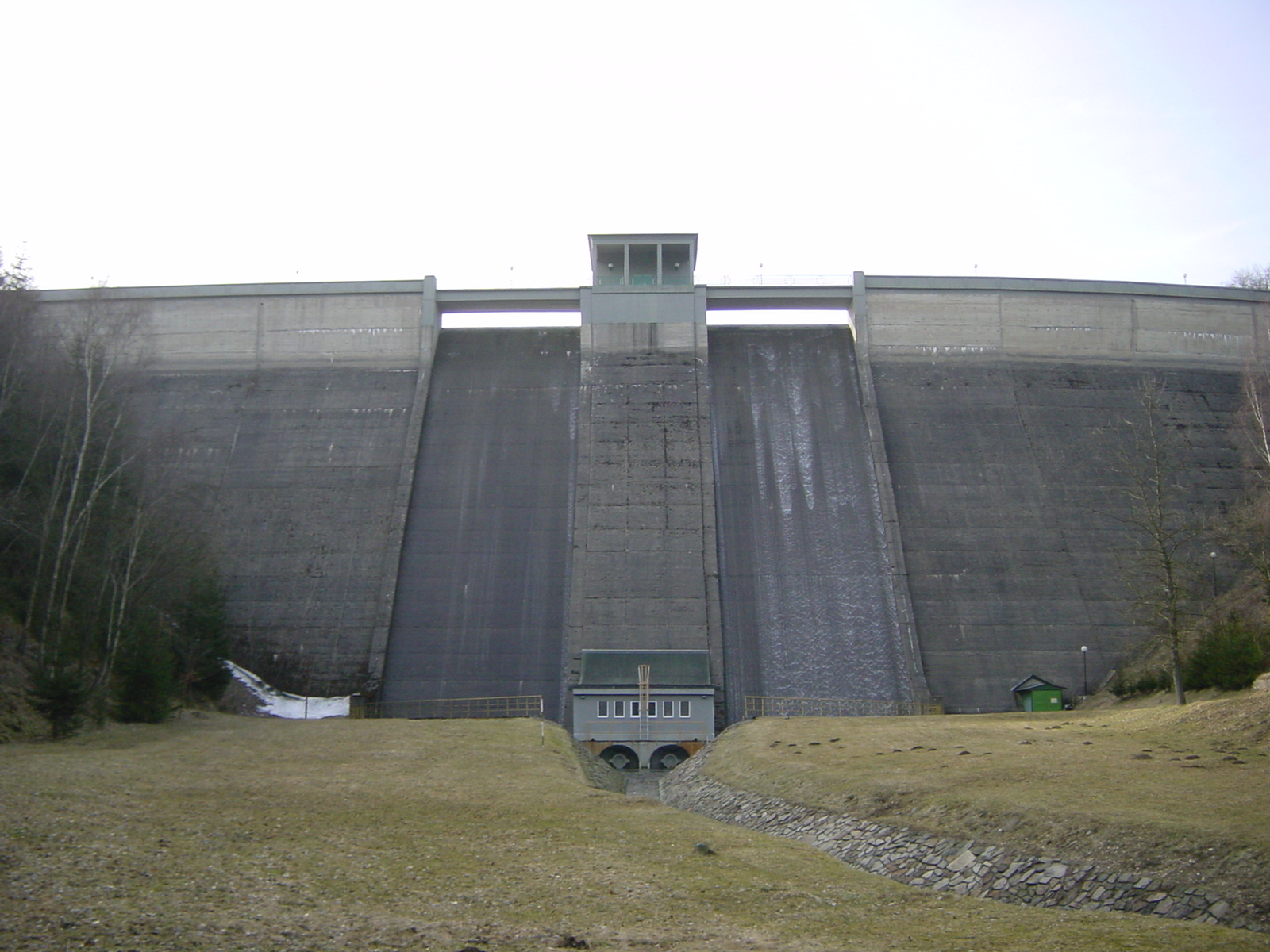
Vzdušná strana hráze
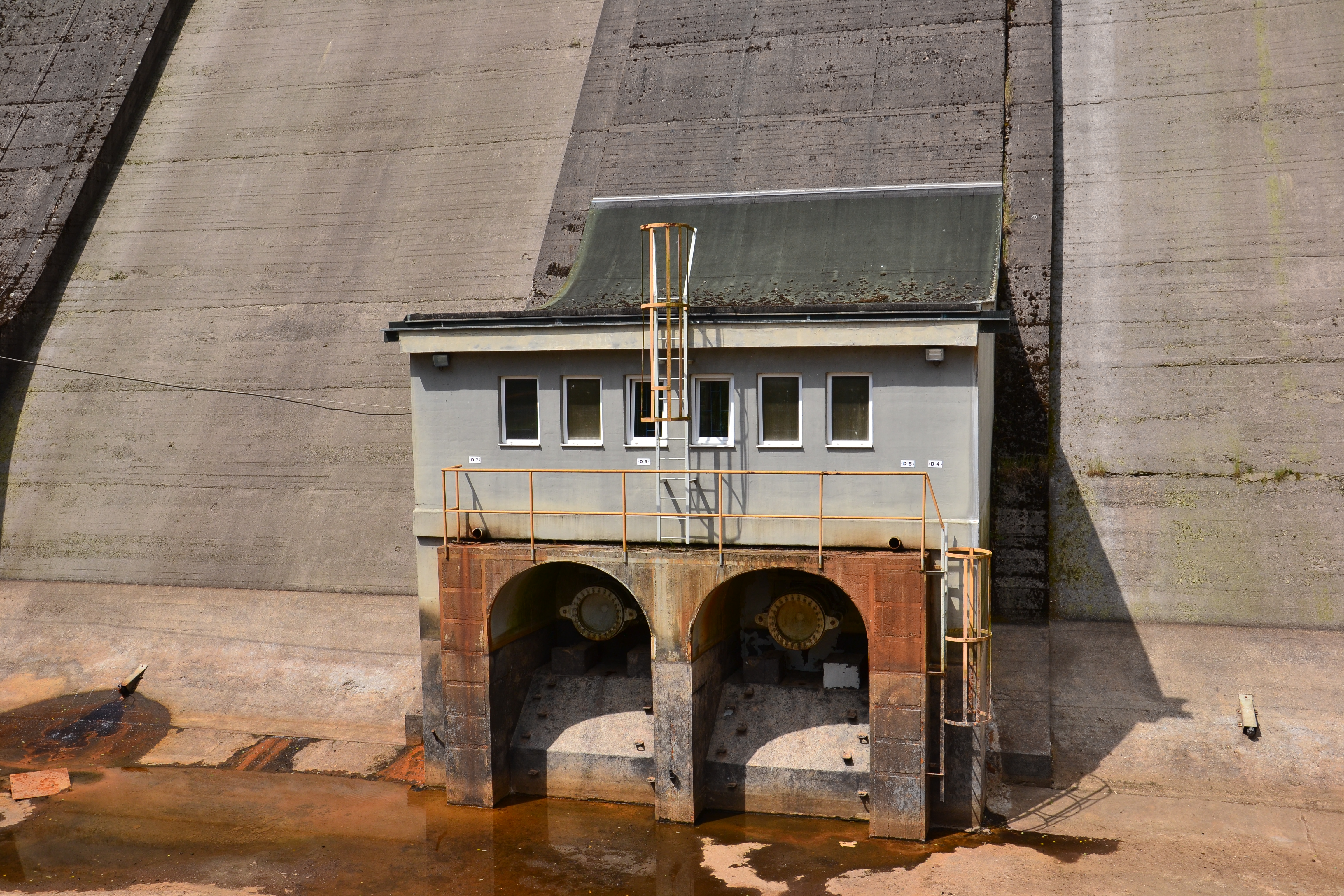
Spodní výpusti pod velínem
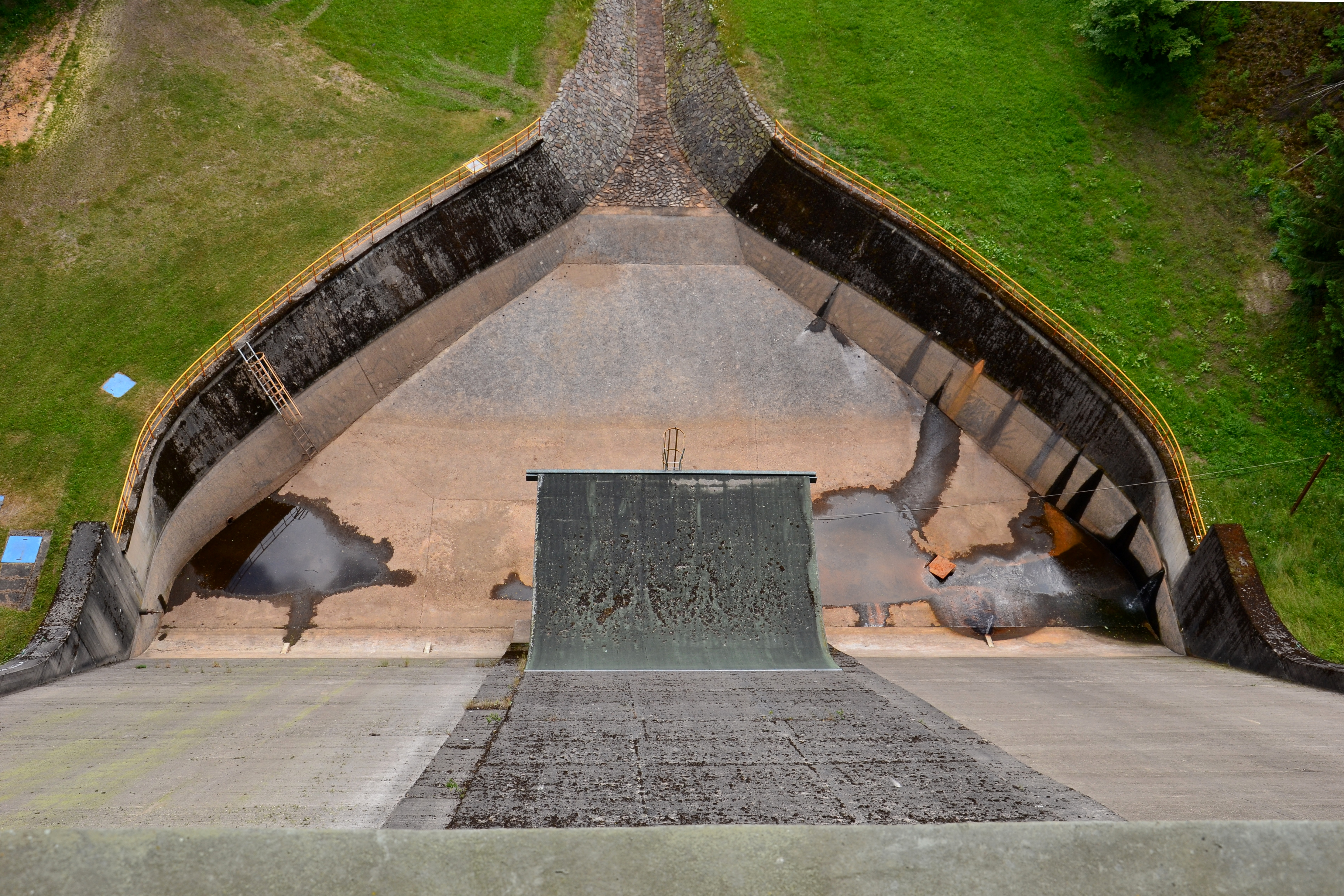
Vývařiště
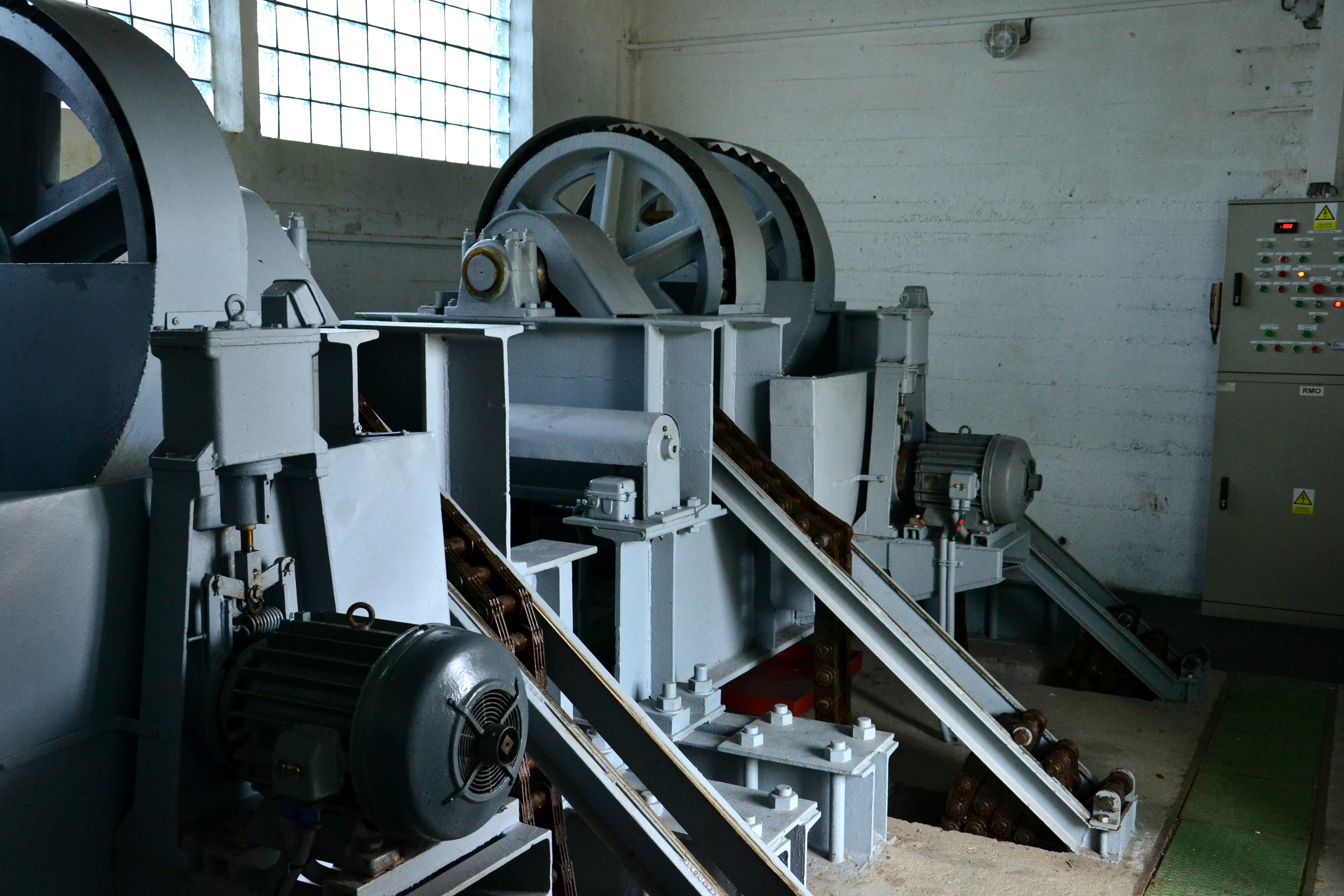
Strojovna
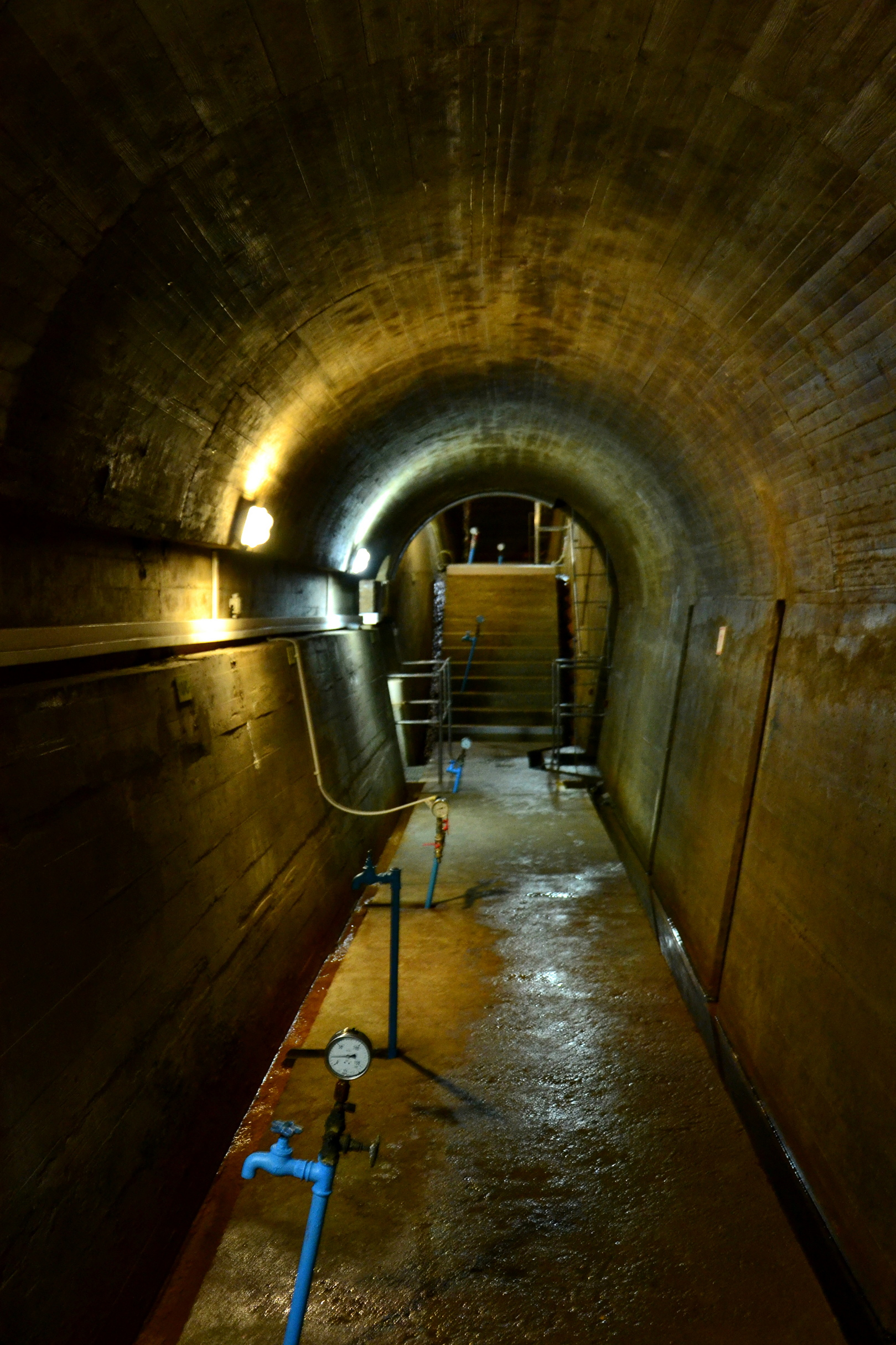
Inspekční štola